# MVB12B
MVB12B (англ. Multivesicular body subunit 12B) – білок, який кодується однойменним геном, розташованим у людей на 9-й хромосомі. Довжина поліпептидного ланцюга білка становить 319 амінокислот, а молекулярна маса — 35 620.
| 10         |  | 20         |  | 30         |  | 40         |  | 50         |
| ---------- |  | ---------- |  | ---------- |  | ---------- |  | ---------- |
| MRSCFCVRRS |  | RDPPPPQPPP |  | PPPQRGTDQS |  | TMPEVKDLSE |  | ALPETSMDPI |
| TGVGVVASRN |  | RAPTGYDVVA |  | QTADGVDADL |  | WKDGLFKSKV |  | TRYLCFTRSF |
| SKENSHLGNV |  | LVDMKLIDIK |  | DTLPVGFIPI |  | QETVDTQEVA |  | FRKKRLCIKF |
| IPRDSTEAAI |  | CDIRIMGRTK |  | QAPPQYTFIG |  | ELNSMGIWYR |  | MGRVPRNHDS |
| SQPTTPSQSS |  | AASTPAPNLP |  | RHISLTLPAT |  | FRGRNSTRTD |  | YEYQHSNLYA |
| ISAMDGVPFM |  | ISEKFSCVPE |  | SMQPFDLLGI |  | TIKSLAEIEK |  | EYEYSFRTEQ |
| SAAARLPPSP |  | TRCQQIPQS  |  |            |  |            |  |            |

A: Аланін

C: Цистеїн

D: Аспарагінова кислота

E: Глутамінова кислота

F: Фенілаланін

G: Гліцин

H: Гістидин

I: Ізолейцин

K: Лізин

L: Лейцин

M: Метіонін

N: Аспарагін

P: Пролін

Q: Глутамін

R: Аргінін

S: Серин

T: Треонін

V: Валін

W: Триптофан

Кодований геном білок за функцією належить до фосфопротеїнів. 
Задіяний у таких біологічних процесах, як транспорт, транспорт білків, альтернативний сплайсинг. 
Локалізований у мембрані, ендосомах.